# Derewiczna
Derewiczna – wieś w Polsce położona w województwie lubelskim, w powiecie radzyńskim, w gminie Komarówka Podlaska.
Wieś ekonomii brzeskiej w drugiej połowie XVII wieku. W latach 1975–1998 miejscowość administracyjnie należała do województwa bialskopodlaskiego.
Wieś stanowi sołectwo gminy Komarówka Podlaska. Według Narodowego Spisu Powszechnego z roku 2011 wieś liczyła 501 mieszkańców.
Wierni Kościoła rzymskokatolickiego należą do parafii Najświętszego Serca Pana Jezusa w Komarówce Podlaskiej.

## Historia
Wieś wzmiankowana w 1550 roku. W XVI wieku miejsce, w którym wieś powstała, pokrywała puszcza woińska. Nazwa pochodzi od łacińskiego słowa „derevnia” określającego las, drzewa, z dodanym następnie sufiksem ~iczna.
W spisie miejscowości Królestwa Polskiego z roku 1827 występuje jako wieś prywatna w parafii Rudno zwana Derewizna, wieś posiadała wówczas 81 domów i 495 mieszkańców.
W roku 1833 wieś w dobrach Wiski (obok wsi: Wiski, Walina, Osowa, Wornice, Brzozowy Kąt, Rudno i miasta Wohyń) ordynata Zamojskiego, a następnie sukcesorów Elizy Brzozowskiej.
Według Słownika geograficznego Królestwa Polskiego z roku 1881 Derewiczna stanowiła wieś i folwark w powiecie radzyńskim, gminie Brzozowy Kąt, parafii Komarówka, posiadała wówczas 94 domy i 620 mieszkańców, gruntu 2436 mórg.

## Kościół i parafia
Przed powstaniem parafii rzymskokatolickiej w Komarówce Podlaskiej (1710), wieś Derewiczna, wchodziła w skład parafii unickiej w Rudnie. Mieszkańców dotknęły prześladowania władz carskich jak wszyscy unici na terenie Podlasia. Wraz z zaprzestaniem prześladowań mieszkańcy tej wsi zostali włączeni do Kościoła katolickiego (ukaz carski z 1905 r).

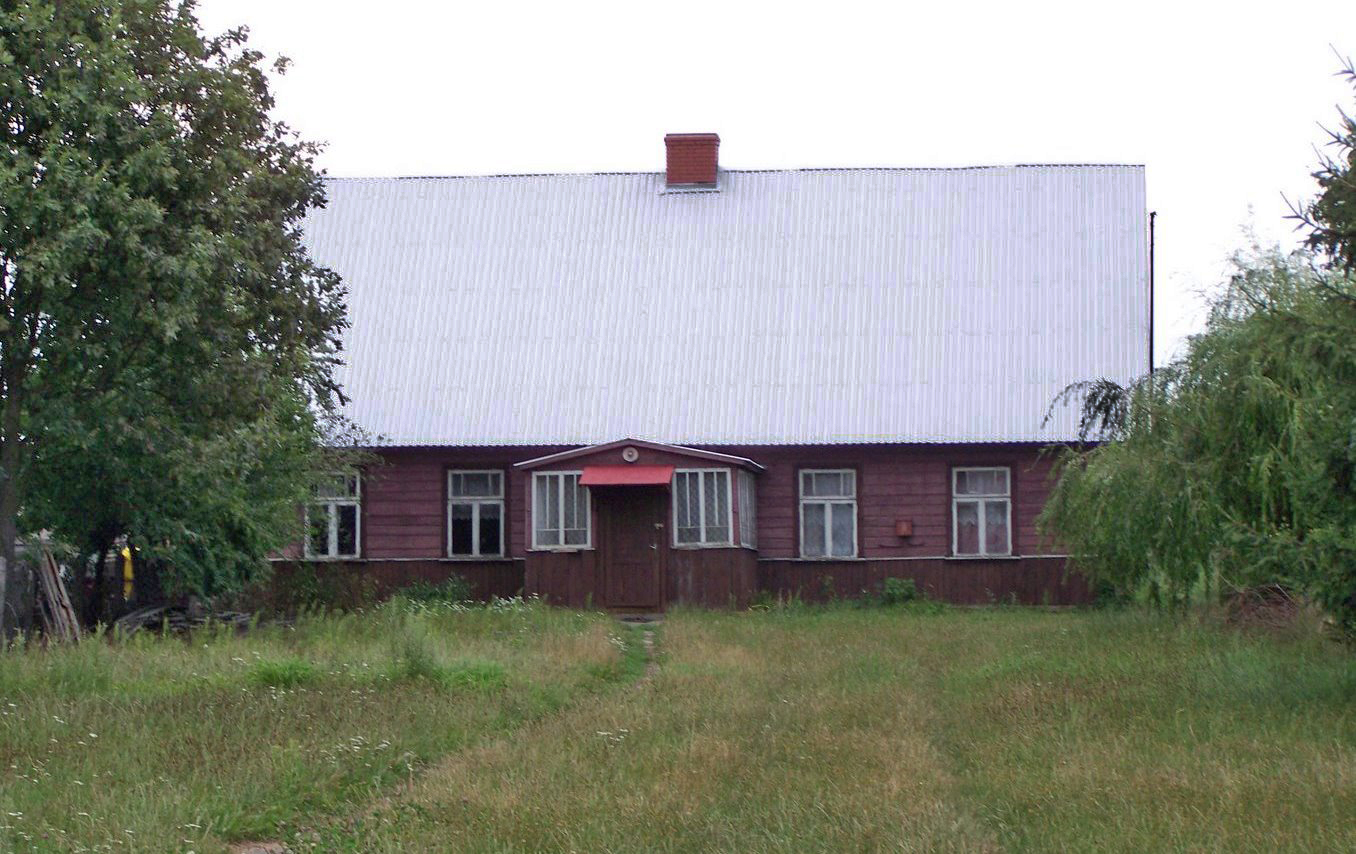
Budynek byłej Szkoły Podstawowej
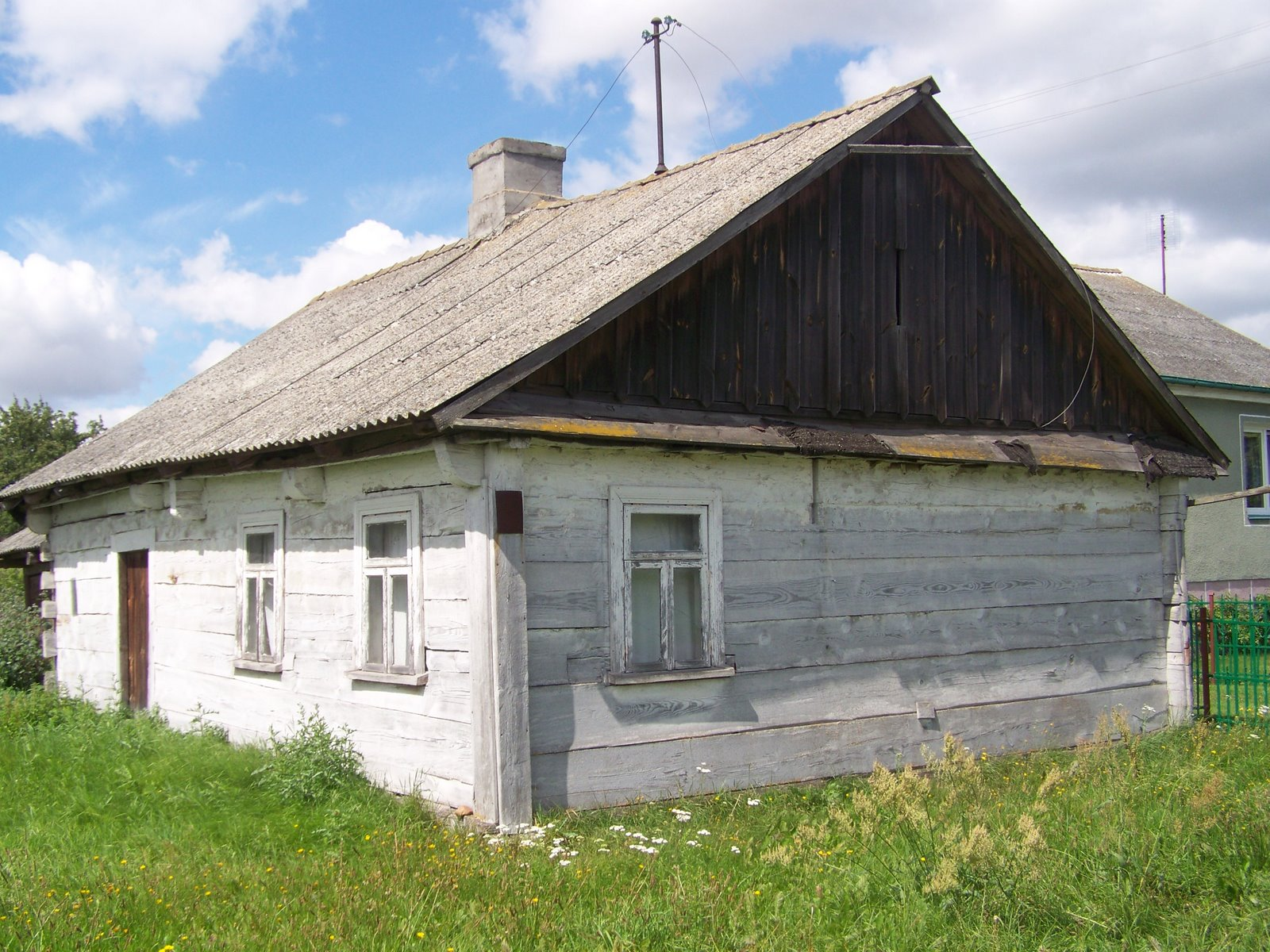
Chata z okresu przedwojennego
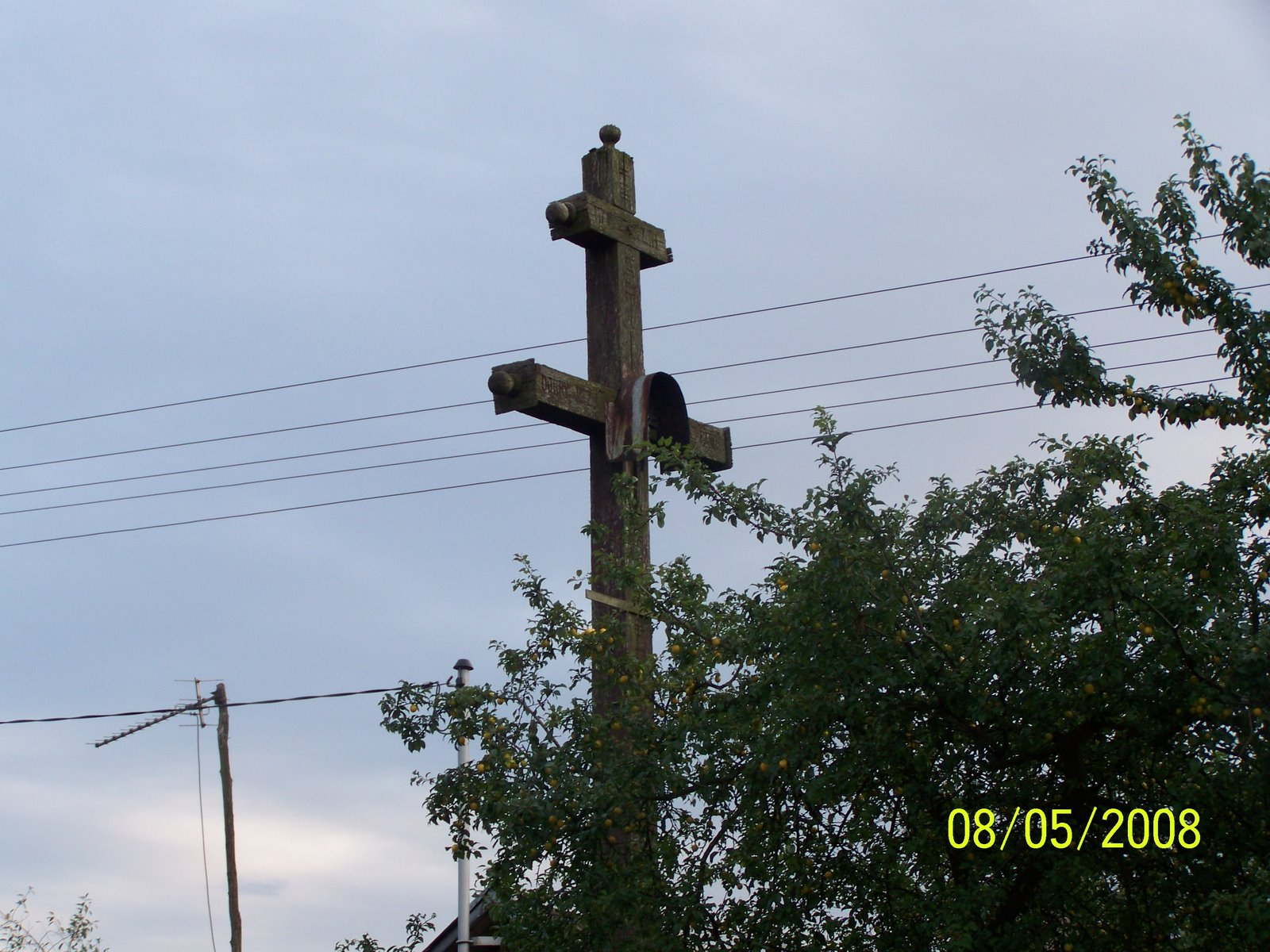
Krzyż „choleryczny” z roku 1860